# Gole dell'Alcantara
Le Gole dell'Alcantara, dette anche Gole di Larderia, sono situate nella Valle dell'Alcantara in Sicilia dove termina la catena montuosa dei Peloritani tra i comuni di Castiglione di Sicilia e di Motta Camastra.

## Descrizione
Sono delle gole alte fino a 25 metri e larghe nei punti più stretti 2 metri e nei punti più larghi 4-5 metri. Il canyon naturale è stato scavato nel corso di migliaia di anni dall'acqua che ha progressivamente portato alla luce il corpo lavico, con tipiche fessurazioni verticali.
Il fiume Alcantara scorre tra pietra lavica che forma il suo alveo caratteristico. Sul territorio di Motta Camastra in località Fondaco Motta si trova la gola più imponente e famosa dell'Alcantara, lunga più di 6 km e percorribile in modo agevole per i primi 3.
La particolarità di questa gola consiste nella struttura delle pareti, create da colate di lava basaltica (povera di silicio ma ricca di ferro, magnesio e calcio). La lava si è poi raffreddata molto velocemente creando forme prismatiche pentagonali ed esagonali, che richiamano la struttura molecolare dei materiali che la costituiscono.
L'aspetto del fiume nel tratto delle Gole è ritenuto risalente alle colate di magma degli ultimi 8.000 anni. Le tesi più recenti individuano tre successive colate da fenditure e bocche apertesi nell'area di Monte Dolce, nel versante medio-basso etneo; le colate si mostrano sovrapposte lungo la parete sinistra del fiume. La colata più antica è quella che ha raggiunto capo Schisò, sul mare. I basalti colonnari visibili nelle Gole sono quelli della colata meno antica e sarebbero il prodotto del raffreddamento rapido causato dalla presenza dell'acqua del fiume; essi formano strutture prismatiche di differenti configurazioni, a "catasta", ad "arpa", ad andamento radiale. Le formazioni verticali, a "canna d’organo" raggiungono in alcuni casi i 30 m.

### Accessi
L'accesso comunale si trova a Motta Camastra in contrada Sciara.
A Francavilla di Sicilia sono presenti due punti d'accesso comunale uno in via S. Francesco e l'altro dalla ss185 che conducono in un tratto del fiume denominato Le Gurne, questo sentiero costeggia sia le gole che i piedi dei ruderi del castello Ruffo.
A Castiglione di Sicilia si trova un altro accesso pubblico, sulla sp7i, con attraversamento del fiume per mezzo di un ponte in legno di età contemporanea.

#### Trasporti
Da Messina percorrendo la SS n.114 (che va fino a Catania), deviare presso Giardini Naxos verso la SS n.185, direzione Motta Camastra contrada Sciara e dopo dodici chilometri si raggiungono le Gole dell'Alcàntara. Tramite l'Autostrada A18, uscire a Giardini Naxos; dall'uscita dell'autostrada proseguire per dodici chilometri in direzione Motta Camastra contrada Sciara.
Altro tragitto provenendo dalla Bronte - Randazzo è recarsi a Castiglione di Sicilia e da qui proseguire per Motta Camastra in contrada Sciara.

### Cinema
Le gole sono state usate come parziale location per varie produzioni cinematografiche:
- L'arcidiavolo (1966), di Ettore Scola;
- Virilità (1974), di Paolo Cavara;
- I paladini: storia d'armi e d'amori (1983), di Giacomo Battiato;
- Popcorn e patatine (1985), di Mariano Laurenti e con Nino D'Angelo;
- Il racconto dei racconti - Tale of Tales (2015), di Matteo Garrone.

### Teatro
Diverse compagnie teatrali si sono esibite in spettacoli serali e notturni sulle sponde del fiume:
- l'Inferno di Dante (2008), regia di Guglielmo Ferro[6]
- l'Odissea di Omero (2019), regia di Giovanni Anfuso[7]
- Troiane; Un altro Prometeo (2022), regia di Salvatore Cannova[8]
- l'Inferno di Dante (2023), regia di Giovanni Anfuso[9]
- La Bibbia – Tra Musiche e Parole nella Storia dell’uomo (2023) musical/multimediale, direttore artistico Rosario Tomarchio[10]
- l'Odissea di Omero (2025), regia di Giovanni Anfuso[11]

## Galleria d'immagini

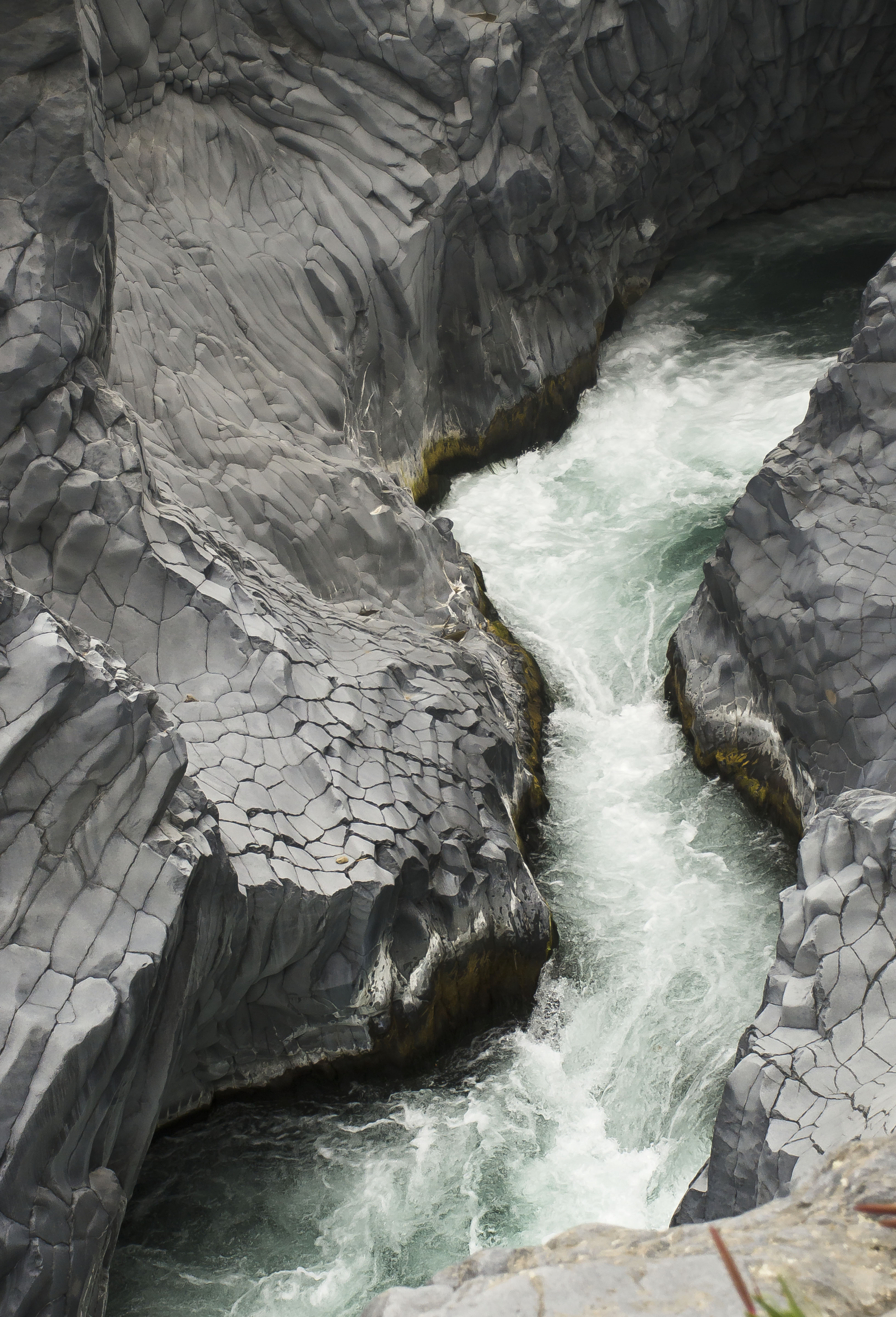
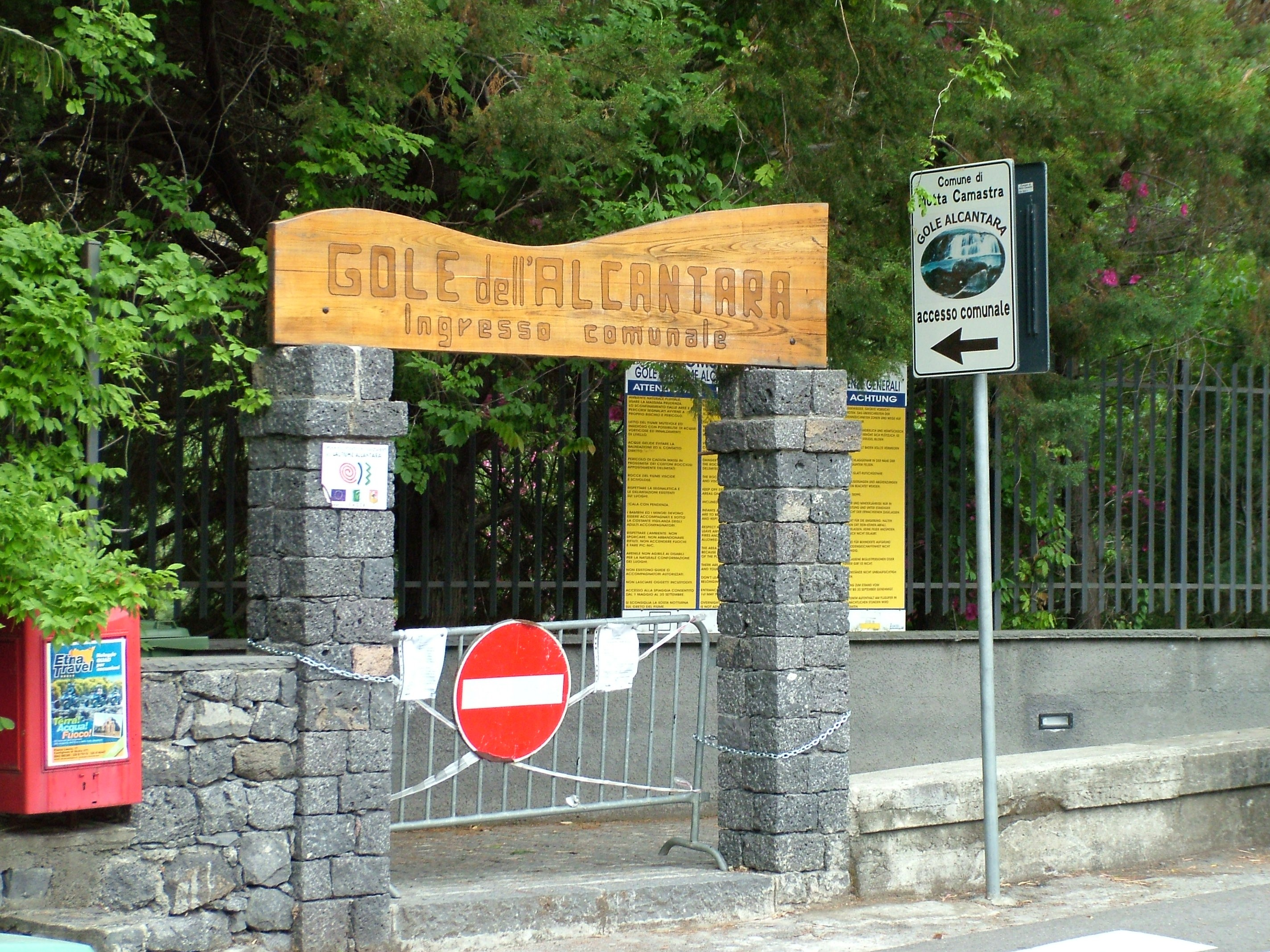
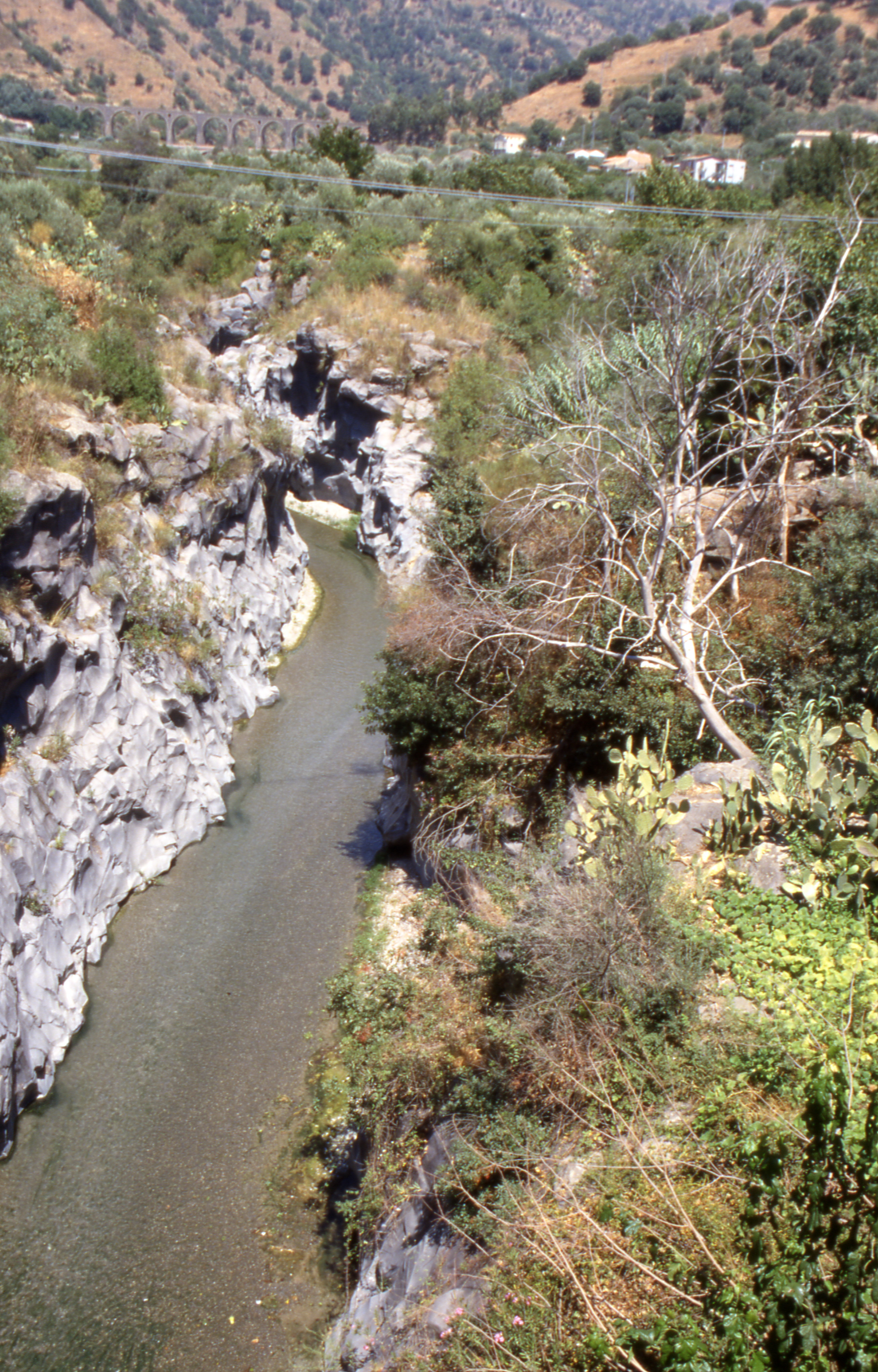
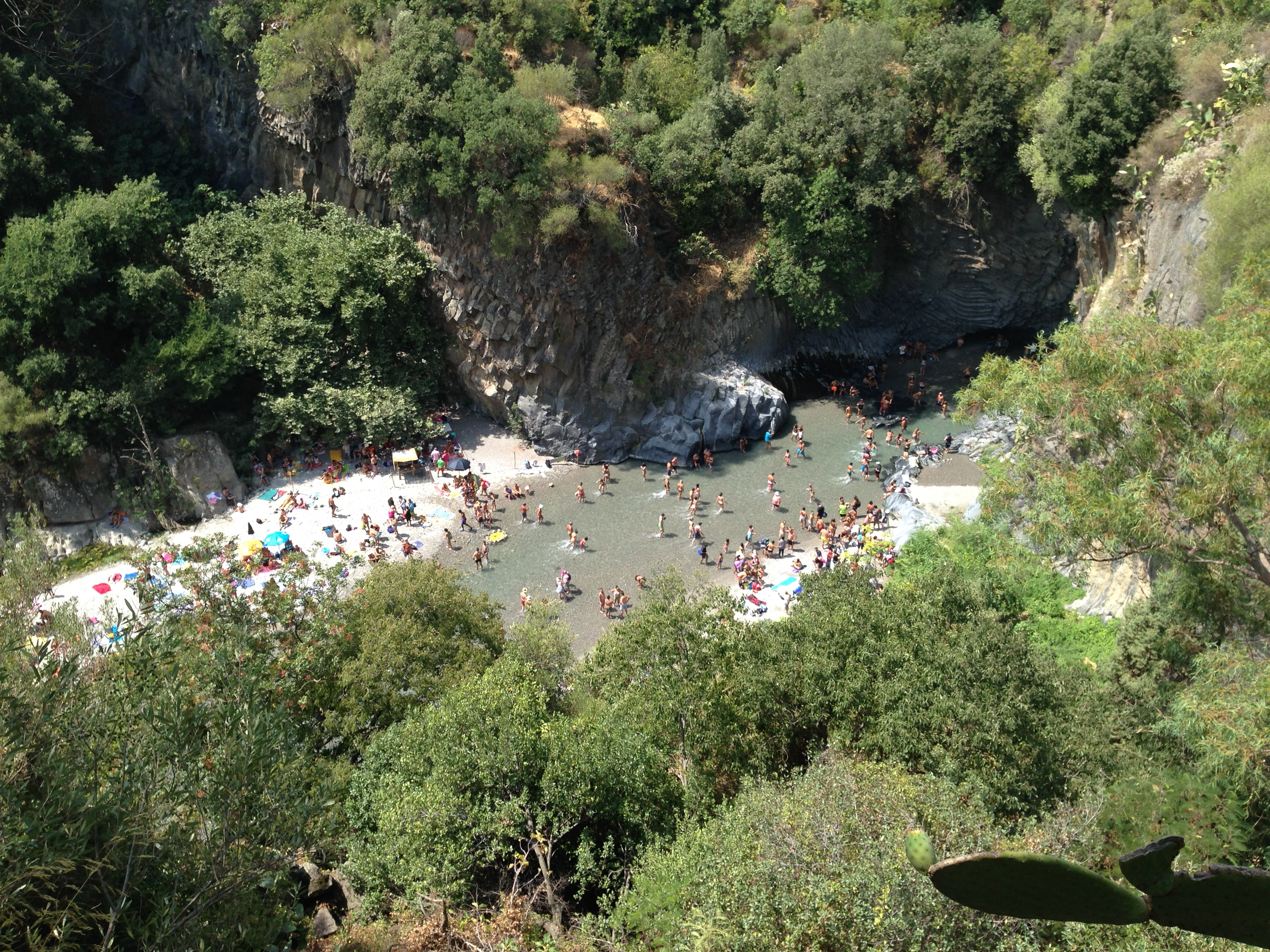
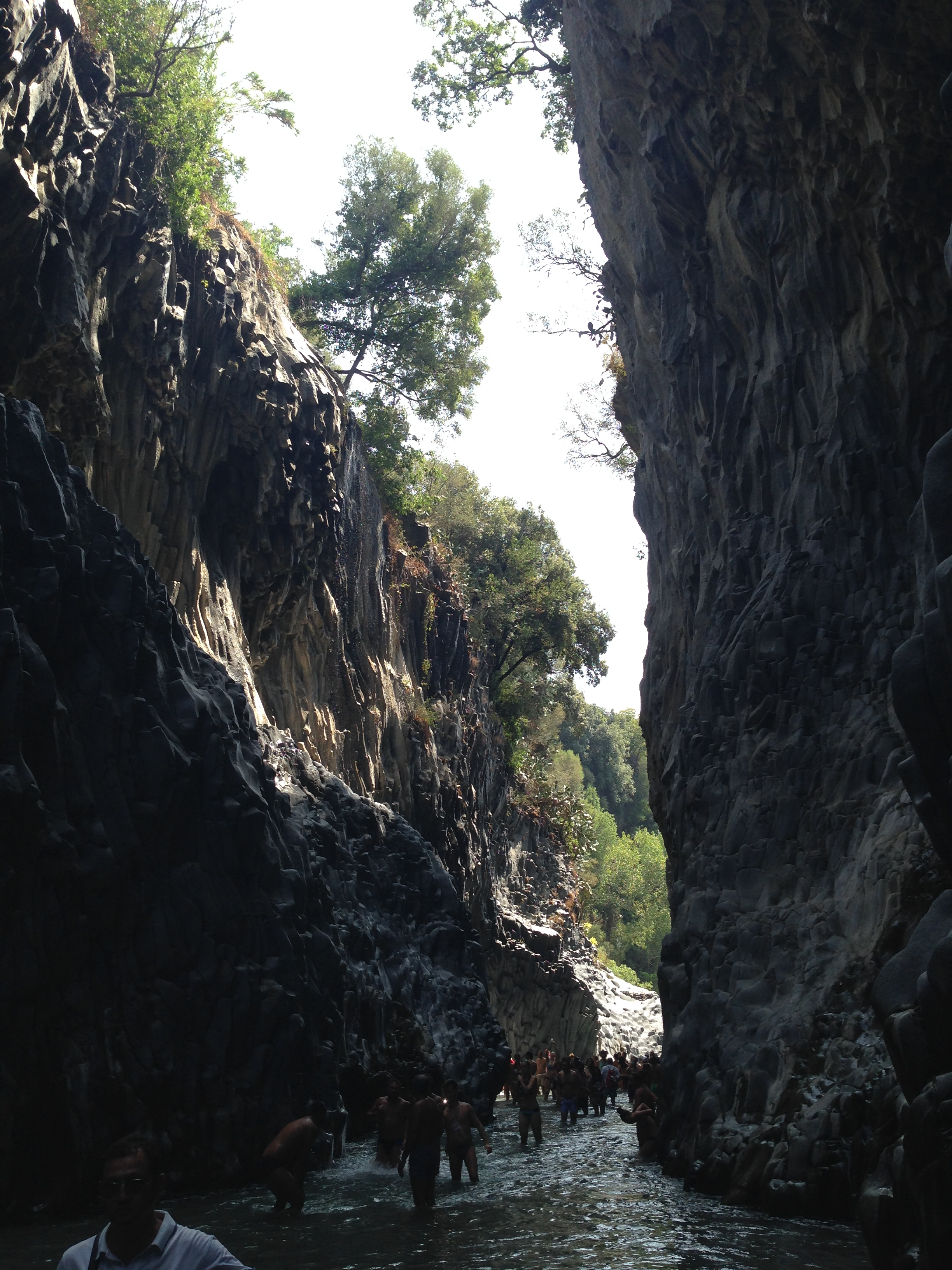